# Hyponerita furva
Hyponerita furva là một loài bướm đêm thuộc phân họ Arctiinae, họ Erebidae.